# Stor kardinalbagge
Stor kardinalbagge (Pyrochroa coccinea) är en skalbagge som hör till familjen kardinalbaggar.

## Kännetecken
Skalbaggen är karakteristiskt röd med svart huvud och svarta ben och en längd på 14 till 18 millimeter. Den snarlika arten Pyrochroa serraticornis har rött huvud. Denna finns dock inte i Sverige. Larven är gulaktig och platt med en längd på 30 till 35 millimeter som fullvuxen.

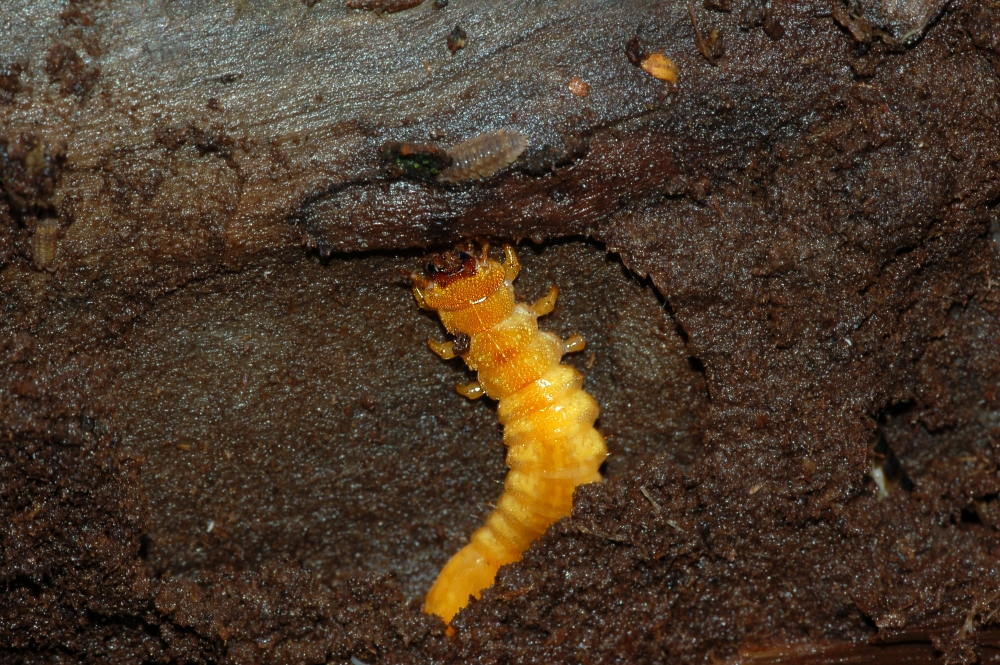
Larv

## Utbredning
Utbredningen är i Sverige från Skåne till Hälsingland.

## Levnadssätt
Stor kardinalbagge är knuten till lövskogar och den vuxna skalbaggen kan ses på blommor eller sittande på stammar, stubbar eller liknande. Larven lever under barken på död lövträdsved och är ett rovdjur som jagar insekter och insektslarver.